# DSB Traktor 77–85
Die Baureihe DSB Traktor 77–85 sind leichte B-gekuppelte Diesel-Rangiertraktoren, die 1933 und 1934 gebaut wurden. Sie wurden auf den Strecken der Danske Statsbaner (deutsch Dänische Staatsbahnen) in Dänemark eingesetzt. Die Rangiertraktoren wurden für kleinere Transportaufgaben und zum Rangieren auf Anschlussbahnen und in den Bahnhöfen verwendet.

## Geschichte und Einsatz
Die Lokomotiven wurden von Frichs mit den Baunummern 136–139 (1933) und 150, 151 sowie 203–205 (1934) ohne Führerhaus gebaut und waren im Originalzustand schwarz lackiert. Zwischen 1935 und 1937 erhielten alle nachträglich ein Führerhaus.
Sie erhielten die Betriebsnummern 77 bis 85 und wurden östlich und westlich des Großen Belt eingesetzt, wo sie vor allem die kleinen Rangierdampflokomotiven der Baureihen Hs (I) und Hs (II) ablösten.
Ab etwa 1960 wurden die Lokomotiven bei Untersuchungen grün lackiert.
Die Einsatzstellen bis Mitte der 1960er Jahre waren unter anderen die Bahnhöfe von Gråsten, Grenå, Fåborg, Nykøbing Mors, Hjørring, Glyngøre, Fredericia, Ringsted, Vordingborg, Holbæk, Køge, Hedehusene und Hillerød. Um 1965/1966 wurden die Maschinen aus dem Plandienst genommen.

## Verbleib
Bis auf die nachfolgend aufgeführten Lokomotiven wurden alle von den DSB nach der Abstellung und Ausmusterung verschrottet.
Traktor Nr. 78 wurde 1966 an den Fabrikanten Flemming Bergsøe verkauft. Der weitere Verbleib ist unbekannt.

### OHJ 34/35
Traktor Nr. 79 ging 1966 an die Odsherred Jernbane und wurde dort als Nr. 35 bezeichnet. Traktor Nr. 80 wurde im gleichen Jahr von der OHJ übernommen und bekam die Nr. 34.
Die Nr. 34 kam zuerst nach Nykøbing Sjælland und wurde 1981 am Bahnhof in Holbæk stationiert. 1984 wurde sie ausgemustert und verschrottet. Die Nr. 35 wurde bis 1986 im Verschubdienst in Nykøbing verwendet und anschließend ausgemustert.

### VLTJ T 81
Traktor Nr. 81 wurde 1966 für 3000 Kronen von der Vemb–Lemvig–Thyborøn Jernbane erworben. Dort erhielt er die Nummer VLTJ T 81. Nach nur zwei Jahren im Dienst wurde die Kleinlokomotive bereits 1968 ausgemustert und verschrottet.

### SB T 2
Traktor Nr. 84 wurde 1966 für 3000 Kronen von der Skagensbanen erworben. Dort erhielt er die Nummer SB T 2. Die Lok wurde bis 1986 im Rangierdienst in Skagen eingesetzt. Nach ihrer Abstellung wurde die Kleinlokomotive 1989 ausgemustert und verschrottet.
Zudem wurde der Traktor Nr. 83 1966 als Ersatzteilspender mit übernommen und zerlegt. Die nicht benötigten Teile wurden 1967 verschrottet.